# Merolides arechavaletai
Merolides arechavaletai là một loài tò vò trong họ Ichneumonidae.